# Trash (película de 1970)
Trash (también conocida como: Andy Warhol's Trash) es una película norteamericana de 1970, dirigida por Paul Morrissey. Es conocida por ser la segunda parte de la trilogía de Warhol (Flesh-Trash-Heat). La cinta está protagonizada por Joe Dallesandro, un transexual encarnado por Holly Woodlawn y Jane Forth.
Dallesandro protagonizó múltiples películas del binomio Andy Warhol/Paul Morrissey, como The Loves of Ondine (1968), Lonesome Cowboys (1968), San Diego Surf (1968) y Flesh. Dallesandro siempre fue el actor preferido de Morrissey. La película presenta escenas con el uso de heroína y la aparición de sexo y desnudos frontales.
Holly hizo su debut cinematográfico en este film; el director George Cukor famoso por comenzar una campaña en los medios para que nominaran a Holly a un premio de la academia lo cual nunca se logró. Jane Forth, que por entonces contaba con 17 años, interpreta el papel de una modelo, también debutó en esta película. Posteriormente aparecería en la portada de la revista Look. La película también presenta otras super estrellas de Warhol como Andrea Feldman y Geri Miller. Sissy Spacek también hace una breve aparición (no citada en los créditos) interpretando el papel de «la chica que se sienta en el bar», aunque finalmente fueron eliminadas sus escenas en la edición.

## Trama
La película sigue a Joe (Dallesandro), un adicto a la heroína, en su búsqueda de más drogas. Toda la película transcurre en un único día y se centra en la problemática relación que tienen Joe y su novia, quien está sexualmente frustrada, interpretada por Woodlawn.
Durante ese día, Joe sufre de una sobredosis en frente de una pareja de clase alta, luego trata de engañar el programa Welfare para que le aprueben un tratamiento para superar su adicción a la metadona valiéndose del embarazo falso de su novia, por último frustra a las mujeres debido a su impotencia causada por su adicción a las drogas.

## Elenco
- Joe Dallesandro como Joe.
- Holly Woodlawn como Holly.
- Jane Forth como Jane.
- Michael Sklar como Investigador.
- Geri Miller como Bailarina.
- Andrea Feldman como chica rica.
- Johnny Putnam como chico de Yonkers.
- Bruce Pecheur como esposo de Jane.
- Diane Podlewski como hermana de Holly.
- Sissy Spacek como chica que se sienta en el bar.